# Teşvikiye, Pamukova
Teşvikiye là một xã thuộc huyện Pamukova, tỉnh Sakarya, Thổ Nhĩ Kỳ. Dân số thời điểm năm 2008 là 505 người.